# Fotergilla
Fotergilla (Fothergilla L.) – rodzaj roślin należący do rodziny oczarowatych (Hamamelidaceae R. Br. in Abel). Obejmuje dwa gatunki występujące naturalnie we wschodniej części Ameryki Północnej. 
Fotergilla Gardena rośnie na mokradłach wzdłuż wschodniego wybrzeża USA, a fotergilla większa wzdłuż dolin rzecznych, w suchych lasach i na terenach skalistych, zwykle w krajobrazie wyżynnym i górskim. Kwiaty tych roślin zapylane są przez owady.
Oba gatunki uprawiane są jako rośliny ozdobne. Ich walorem są efektowne kwiaty i intensywne barwy jesienne liści.
Nazwa rodzajowa upamiętnia londyńskiego lekarza wspierającego badania botaniczne Ameryki Północnej Johna Fothergilla (1712–1780).

## Morfologia
PokrójKrzewy, często wielopniowe, rozrastające się za pomocą krótkich rozłogów w gęste zarośla, osiągające zwykle do 1 m (fotergilla Gardena) lub 6,5 m wysokości (fotergilla większa). Pędy (także liście i pąki) pokryte są gwiazdkowatymi włoskami.
LiścieUlistnienie skrętoległe, opadające zimą, silnie przebarwiające się jesienią. Blaszki krótkoogonkowe, eliptyczne do jajowatych, czasem zaokrąglone, pierzasto użyłkowane, z nielicznymi, ale wyraźnymi żyłkami, o brzegach płytko ząbkowanych, na wierzchołku zaokrąglone do zaostrzonych.
KwiatyRozwijają się przed liśćmi, są wonne i obupłciowe, choć dolne kwiaty w kwiatostanach są tylko męskie. Kwiatostany wyrastają na końcach pędów i są gęste, kłosokształtne. Działki kielicha w liczbie 5–7 są drobne i wzniesione. Płatków korony brak. Pręcików jest od 12 do 32 i są okazałe. Ich nitki są białe, osiągają do 17 mm długości, pylniki są żółtawe. Zalążnia dwukomorowa, z dwiema szyjkami słupka.
OwocZdrewniała torebka, po dojrzeniu gwałtownie pękająca dwiema klapami wyrzucając nasiona na odległość do kilku metrów.

## Systematyka
Pozycja systematyczna
Rodzaj ten należy do podrodziny Hamamelidoideae w obrębie rodziny oczarowatych (Hamamelidaceae).
Wykaz gatunków
- Fothergilla gardenii L. – fotergilla Gardena, f. olszolistna, f. karolińska[9]
- Fothergilla major Lodd. – fotergilla większa, f. amerykańska[9]